# Walter Amtrup
Walter Otto Hugo Karl Amtrup (født 15. marts 1904 i Hamborg, død 7. august 1974 i Erfurt var en tysk skuespiller, dubber, operasanger (bas) og drama lærer.

## Kunstnerisk karriere

### Uddannelse og engagements
- 1925–1931: Studium på Hochschule für Musik i Berlin, specialisering skuespiller/operasanger[2]
- 1932–1933: Landestheater Altenburg[3]
- 1933: Stadttheater Meißen[3]
- 1934: Stadttheater Neiße[3]
- 1935: Neues Schauspielhaus der Jadestädte, Wilhelmshaven[3]
- 1936: Stadttheater Hanau[3]
- 1937–1941: Staatstheater Schwerin[3]
- 1941–1945: Städtische Bühnen Chemnitz[3]
- 1947–1951: Städtische Bühnen Flensburg[3]
- 1955–1966: Städtische Bühnen Erfurt[4]
- 1966–1969: Meininger Theater[4]

### Teater
Meininger Theater (uddrag)
- Das Feuerwerk (Albert Oberholzer)
- Der Besuch der alten Dame (butler)
- Herodes und Mariamne (Sameas, farisæer)
- Unterwegs (konduktør)
- Die Räuber (Daniel, husholder)
- Maria Stuart (Melvil, majordomo)
- Caesar und Cleopatra (3. tjenestemand / majordomo)
- Amphitryon (Argatiphontidas)

#### Film og TV
Skuespiller
- 1957: Polonia-Express[5]
- 1959: Der Spekulant (TV)
- 1960: Die Hunde bellen nicht mehr (TV)[6]

Dubber
- 1958: Kassendiebe – Bocek (tjekkoslovakiske film)[7]
- 1958: Testpiloten – Anufrijew (Mosfilm)[8]
- 1959: Die Erfindung des Verderbens – Graf Artigas (tjekkoslovakiske film)[9]
- 1959: Die letzte Chance (italiensk film)[10]
- 1960: Tierfänger – dyr catcher – ikke nævnt ved navn (sovjet film)[11]
- 1961: Das schwarze Gesicht – ikke nævnt ved navn (ungarsk film)[12]